# Arten nationaler Verantwortlichkeit Deutschlands
Arten nationaler Verantwortlichkeit Deutschlands (englisch: National responsibility species, NRS), kurz meist als Verantwortungsarten bezeichnet, sind Tier- und Pflanzenarten, für deren Erhalt und Schutz Deutschland nach der Nationalen Strategie zur biologischen Vielfalt eine besondere Verantwortung trägt, weil diese entweder nur in Deutschland vorkommen (endemische Art) oder ein besonders hoher Anteil der Weltpopulation in Deutschland lebt. Im Naturschutz stellt das Konzept der Nationalen Verantwortlichkeit eine Ergänzung zu dem Konzept der Roten Listen dar, in denen der Gefährdungsgrad von Tier- und Pflanzenarten bewertet wird. Gemeinsam können diese Konzepte für die Definition von und die Verteilung von Ressourcen für Naturschutzmaßnahmen angewendet werden.

## Hintergrund
Die 1992 in Rio de Janeiro beschlossenen UN-Konvention zur biologischen Vielfalt (englisch: Convention on Biological Diversity, CBD) forderte die Staaten auf, grundsätzlich neue Konzepte zum Schutz der Naturvielfalt zu entwickeln. Die Bundesrepublik Deutschland setzte diese Aufgabe durch die 2007 verabschiedete Nationale Strategie zur biologischen Vielfalt (auch: nationale Biodiversitätsstrategie, kurz NBS) um.
Für die Entwicklung konkreter Schutzstrategien stellte sich dabei die Frage, für welche Arten ein einzelner Staat oder auch ein einzelnes Bundesland aus globaler Perspektive eine besondere Verantwortung trägt.
Prinzipiell ist ein Staat für alle darin vorkommenden autochthonen Arten verantwortlich. Da die zur Verfügung stehenden Ressourcen allerdings begrenzt sind, muss die Festsetzung von Prioritäten erfolgen, anhand derer die knappen Mittel verteilt werden. Das Verantwortlichkeitskonzept berücksichtigt dabei die Bedeutsamkeit der nationalen Vorkommen einer Art im globalen Zusammenhang. So besitzt Deutschland eine besondere Verantwortung für die Tier- und Pflanzenarten, deren Populationen auf deutschem Territorium für ihr weltweites Überleben unverzichtbar sind. Betroffen davon sind Arten, deren Verbreitungsgebiet zu einem großen Anteil in Deutschland liegt oder die hier in Populationen in hochgradig isolierten Vor- oder Außenposten vorkommen.
Die Festlegung von Verantwortungsarten ist eine Ergänzung zu den Roten Listen gefährdeter Arten, in denen gefährdete Tier- und Pflanzenarten erfasst werden. Allerdings ist das Konzept der nationalen Verantwortlichkeit nicht auf selten oder in ihrer Population rückläufige Arten beschränkt. Einige der nach diesem Konzept als besonders schutzwürdig ausgewählten Arten, wie z. B. der Rotmilan, kommen in Deutschland sogar häufig oder weit verbreitet vor, sind global gesehen aber in ihrem Bestand gefährdet und haben in Deutschland einen eindeutigen Verbreitungsschwerpunkt.
Das Konzept der Nationalen Verantwortlichkeit soll bei der Setzung von Prioritäten im Arten- und Naturschutz helfen, da den Verantwortungsarten eine erhöhte nationale Aufmerksamkeit zukommen muss, um deren Weltbestand zu schützen und zu sichern. Neben praktischen Naturschutzmaßnahmen kann die Festlegung von Verantwortungsarten auch bei der Identifikation prioritärer Naturräume, beim naturschutzorientierten Monitoring, bei der Festlegung von Nachhaltigkeitsindikatoren sowie bei der Festlegung von Eingriffsregelungen als Bewertungs- und Auswahlkriterium herangezogen werden.

## Auswahl der Arten
An die Verantwortlichkeitsermittlung wird auf der einen Seite der Anspruch erhoben, fachlich korrekt, auf der anderen Seite aber auch einfach anwendbar und damit im praktischen Naturschutz handhabbar zu sein. Grundlage dafür ist zunächst ein anerkanntes taxonomisches Konzept, auf dessen Basis eine Prüfung der globalen Verbreitung von Tier- und Pflanzenarten möglich ist.
Für die Analyse der nationalen Verantwortlichkeit werden drei Kriterien herangezogen:
- der Anteil, den die jeweiligen Populationen im Bezugsraum an der gesamten Weltpopulation haben
- die Bedeutung der Population für die genetische Vielfalt innerhalb der weltweiten Gesamtpopulationen
- der Grad der Gefährdung der Art im weltweiten Bezug

Anhand dieser Kriterien werden Arten in drei Kategorien der nationalen Verantwortlichkeit eingeteilt:
- Arten, für die Deutschland in besonders hohem Maße verantwortlich ist:

Arten, deren Aussterben im Bezugsraum einen äußerst gravierenden negativen Einfluss für den Gesamtbestand hätte bzw. das weltweite Erlöschen dieser Arten bedeuten könnte
- Arten, für die Deutschland in hohem Maße verantwortlich ist:

Arten, deren Aussterben im Bezugsraum einen gravierenden negativen Einfluss für den Gesamtbestand hätte bzw. die weltweite Gefährdung dieser Arten stark erhöhen würde
- Arten, für deren hochgradig isolierte Vorposten Deutschland in besonderem Maße verantwortlich ist:

Diese Kategorie wird für Arten vergeben, die die Kriterien der beiden vorgenannten Gefährdungskategorien nicht erfüllen, die im Bezugsraum aber an mindestens einem Standort eine Population bilden bzw. disjunktes Teilareal von geringer Ausdehnung besiedeln (sog. isolierte Vorposten).

## Liste einiger deutscher Verantwortungsarten
Für die Umsetzung der Nationalen Strategie zur biologischen Vielfalt wurde das ab 2011 laufende Bundesprogramm Biologische Vielfalt aufgelegt, in dessen Rahmen neben dem Schutz von für die biologischen Vielfalt bedeutenden Hotspots und Ökosystemleistungen auch der Schutz der Verantwortungsarten einen Förderschwerpunkt darstellt. In Zusammenarbeit mit den einzelnen Bundesländern haben das Bundesministerium für Umwelt, Naturschutz, Bau und Reaktorsicherheit und das Bundesamt für Naturschutz eine Liste von insgesamt 40 Tier- und Pflanzenarten erstellt, für die eine Förderung im Rahmen dieses Bundesprogramms möglich ist. Diese Liste wurde im Laufe der Jahre deutlich erweitert, es kamen beispielsweise auch Pilze hinzu.
Die folgende Liste ist aufgrund der häufigen Aktualisierungen der Auswahl als Verantwortungsarten unvollständig. Eine aktuelle Liste ist auf der Homepage des Bundesamts für Naturschutz einzusehen.

### Säugetiere
| Bild | Deutscher Name      | Lateinischer Name           |
| ---- | ------------------- | --------------------------- |
|      | Bechsteinfledermaus | Myotis bechsteinii          |
|      | Gartenschläfer      | Eliomys quercinus           |
|      | Mopsfledermaus      | Barbastella barbastellus    |
|      | Sumpfspitzmaus      | Neomys anomalus             |
|      | Waldkatze           | Felis silvestris silvestris |

### Vögel
| Bild | Deutscher Name   | Lateinischer Name             |
| ---- | ---------------- | ----------------------------- |
|      | Bergente         | Aythya marila marila          |
|      | Goldregenpfeifer | Pluvialis apricaria altifrons |
|      | Kiebitz          | Vanellus vanellus             |
|      | Mittelspecht     | Dendrocopos medius            |
|      | Rotmilan         | Milvus milvus                 |
|      | Trauerente       | Melanitta nigra nigra         |
|      | Zwergschwan      | Cygnus columbianus bewickii   |

### Amphibien
| Bild | Deutscher Name  | Lateinischer Name           |
| ---- | --------------- | --------------------------- |
|      | Feuersalamander | Salamandra salamandra       |
|      | Gelbbauchunke   | Bombina variegata variegata |

### Fische
| Bild | Deutscher Name | Lateinischer Name                  |
| ---- | -------------- | ---------------------------------- |
|      | Barbe          | Barbus barbus                      |
|      | Tiefenmaränen  | Coregonus spec., alle Tiefenformen |

### Insekten
| Bild | Deutscher Name               | Lateinischer Name                                                                                         |
| ---- | ---------------------------- | --- |
|      | Apollofalter                 | Parnassius apollo, alle Unterarten außer Parnassius apollo bartholomaeus und Parnassius apollo luitpoldus |
|      | Schwarzer Apollo, Unterarten | Parnassius mnemosyne, alle Unterarten außer Parnassius mnemosyne hartmanni und Parnassius mnemosyne korbi |
|      | Forels Kerbameise            | Formica foreli                                                                                            |
|      | Gruben-Großlaufkäfer         | Carabus (variolosus) nodulosus                                                                            |
|      | Heldbock                     | Cerambyx cerdo                                                                                            |

### Mollusken
| Bild | Deutscher Name            | Lateinischer Name           |
| ---- | ------------------------- | --------------------------- |
|      | Abgeplattete Teichmuschel | Pseudanodonta complanata    |
|      | Flussperlmuschel          | Margaritifera margaritifera |
|      | Gemeine Malermuschel      | Unio pictorum               |

### Pflanzen
| Bild | Deutscher Name                | Lateinischer Name                    |
| ---- | ----------------------------- | ------------------------------------ |
|      | Berg-Wohlverleih (Arnika)     | Arnica montana                       |
|      | Serpentin-Streifenfarn        | Asplenium cuneifolium                |
|      | Stängelloser Tragant          | Astragalus exscapus                  |
|      | Reichenbachs Zittergras-Segge | Carex pseudobrizoides                |
|      | Bayerisches Löffelkraut       | Cochlearia bavarica                  |
|      | Weichhaariger Pippau          | Crepis mollis                        |
|      | Breitblättriges Knabenkraut   | Dactylorhiza majalis                 |
|      | Pfingstnelke                  | Dianthus gratianopolitanus           |
|      | Scheiden-Gelbstern            | Gagea spathacea                      |
|      | Sumpf-Enzian                  | Gentianella uliginosa                |
|      | Sumpf-Bärlapp                 | Lycopodiella inundata                |
|      | Tide-Wasserfenchel            | Oenanthe conioides                   |
|      | Weißes Schnabelried           | Rhynchospora alba                    |
|      | Rheinischer Steinbrech        | Saxifraga rosacea subsp. sternbergii |
|      | Graue Skabiose                | Scabiosa canescens                   |
|      | Gelbes Galmei-Stiefmütterchen | Viola calaminaria                    |